# Jacques Truphémus
Pour les articles homonymes, voir Truphémus.
Jacques Truphémus, né le 25 octobre 1922 à Grenoble et mort le 8 septembre 2017 à Lyon, est un peintre français.
Ses toiles ont pour thème des sujets classiques : portrait, nature morte, paysage.

## Biographie
Après des études générales au Lycée Champollion de Grenoble, Jacques Truphémus commence à peindre en 1937. C'est de cette année que date le premier tableau, conservé par ses soins, qui représente la Cathédrale Notre-Dame de Grenoble se profilant derrière une fenêtre. Il passe son temps au musée de Grenoble, alors premier musée d'art moderne en France où il étudie les Matisse, Bonnard ou Picasso. C'est aussi à Grenoble qu'il se lie d'amitié avec Pierre Etienne, futur poète et religieux, avec qui il restera ami jusqu'à la fin de sa vie[réf. nécessaire].
Il intègre en 1941 les Beaux-Arts de Lyon, mais ne termine ses études qu'en 1945-1946, celles-ci ayant été interrompues par la Seconde Guerre mondiale, où il fut « requis du STO », et par la maladie.
Il part à Paris en 1947, où il travaille comme veilleur de nuit. La même année, il expose une œuvre au Salon du Sud-Est à Lyon et, l'année suivante, participe à l'exposition des « Sanzistes » à la Chapelle de la Trinité de Lyon. Après son mariage en 1950 avec Aimée Laurens, il vit à Lyon et travaille, depuis 1955, dans un atelier précédemment occupé par les peintres Étienne Morillon, Paul Borel et Florentin Servan. Dans le même temps plusieurs galeries lui consacrent des expositions à Lyon, Paris et Annecy.
En 1988, il reçoit la visite de Antoine Terrasse (neveu et biographe de Pierre Bonnard), dans l'atelier rue Clotilde Bizolon, et du critique d'art Bernard Gouttenoire (grand ami de Terrasse), qui, à la suite de cette mémorable rencontre, écrira, un peu plus tard, plusieurs préfaces de catalogues d'exposition proposés par la Galerie Claude Bernard à Paris.
Dès le début des années 1990, il est représenté par le galeriste Claude Bernard, à Paris. C'est aussi la période à partir de laquelle il commence à travailler dans les Cévennes.

## Distinctions
- Chevalier de la Légion d'honneur

## Expositions
Du 23 mars au 28 mai 2000, le Rectangle, centre d'art occupant un des deux pavillons de la place Bellecour à Lyon, organise la première exposition d'importance.
C'est à Villefranche-sur-Saône, au musée Paul-Dini (mécène et ami de J. Truphémus) qu'est donnée à voir « Peintures et pastels 1951-2005, Jacques Truphémus, un peintre de l'intime », du 16 octobre 2005 au 19 mars 2006, très importante rétrospective, occupant la quasi-totalité de l'espace Grenette. Pour le peu qui n'y est pas présenté, elle est complétée par l'exposition « Jacques Truphémus, à livres ouverts » à la Bibliothèque municipale de Lyon du 17 janvier au 11 mars 2006.
En proposant l'exposition « Jacques Truphémus, les trois lumières 1951-2011 » du 3 mars au 23 juin 2012, Le Plateau (espace d'exposition du nouveau siège de la Région Rhône-Alpes à Lyon) lui rend hommage,.
Du 11 décembre 2013 au 14 janvier 2014, à l’occasion de la parution de l’ouvrage Jacques Truphémus en famille…, le Musée des beaux-arts de Lyon accroche à ses cimaises sept toiles récentes prêtées par l'artiste, accompagnées des deux œuvres du milieu des années 1970, issues de ses collections.

## Livres illustrés
- François Montmaneix, Huit heures dans un endroit où je suis né, poèmes, dessins de Jacques Truphémus, préface de Jean-Jacques Lerrant, Lyon, Éditions Stéphane Bachès, 2009